# TYROBP
TYROBP (англ. TYRO protein tyrosine kinase binding protein) – білок, який кодується однойменним геном, розташованим у людей на короткому плечі 19-ї хромосоми. Довжина поліпептидного ланцюга білка становить 113 амінокислот, а молекулярна маса — 12 179.
| 10         |  | 20         |  | 30         |  | 40         |  | 50         |
| ---------- |  | ---------- |  | ---------- |  | ---------- |  | ---------- |
| MGGLEPCSRL |  | LLLPLLLAVS |  | GLRPVQAQAQ |  | SDCSCSTVSP |  | GVLAGIVMGD |
| LVLTVLIALA |  | VYFLGRLVPR |  | GRGAAEAATR |  | KQRITETESP |  | YQELQGQRSD |
| VYSDLNTQRP |  | YYK        |  |            |  |            |  |            |

A: Аланін

C: Цистеїн

D: Аспарагінова кислота

E: Глутамінова кислота

F: Фенілаланін

G: Гліцин

I: Ізолейцин

K: Лізин

L: Лейцин

M: Метіонін

N: Аспарагін

P: Пролін

Q: Глутамін

R: Аргінін

S: Серин

T: Треонін

V: Валін

Кодований геном білок за функцією належить до фосфопротеїнів. 
Задіяний у такому біологічному процесі, як альтернативний сплайсинг. 
Локалізований у мембрані.